# 慕容延钊
慕容延釗（？—964年），字化龍。太原人。
出身將門，其父慕容章官至襄州馬步軍都校。延釗少年以勇敢幹練著稱，後漢時為樞密使郭威的部下，廣順元年（951年），補西頭供奉官，歷官尚食副使、鐵騎都虞侯。柴榮即位後，為殿前散指揮使都校，顯德五年（958年），以功遷殿前副都指揮使、為當淮南節度使。恭帝即位，改鎮寧軍節度。宋太祖即位，加殿前都點檢。建隆二年（961年），改為山南東道節度、西南面兵馬都部署。
乾德元年（963年）一月，宋太祖决定向荆湘地区发动进攻，以延钊为湖南道行营前军都部署、枢密副使李處耘为都监，以讨张文表，出兵湖南，順便向高繼沖借道荊南。不久宋軍滅荊南，渡江南下，向潭州（今湖南长沙）进发。這時張文表已經被湖南周保權的屬下楊師璠所殺，周保權拒絕宋軍入境湖南。慕容延钊分兵两路，水陆并进，陆路出澧州（今湖南澧县），水师东趋岳州（今湖南岳阳）。一月底，水师佔領江陵城，二月底，大破武平軍於三江口（今岳陽北），斩首四千余级；李处耘由陸路至澧州，楚军望风而遁。三月，佔領岳州（今湖南岳陽），三月，攻克朗州（今湖南常德），斬殺张崇富，将其首级悬挂于闹市高杆之上。當時慕容延釗抱病在身，太祖命他“肩輿即戎事。”李處耘與慕容延釗素不和，延钊的士兵一旦有错，李處耘直接杀伐决断，造成延釗一病不起。北宋乾德元年（964年）卒。